# کایتان آبگاروویچ
کایتان آبگاروویچ (ارمنی: Կայտան Աբգարովիչ؛ لهستانی: Kajetan Abgarowicz؛ ۷ اوت ۱۸۵۶ – ۲۷ ژوئیهٔ ۱۹۰۹) روزنامه‌نگار، رمان‌نویس و داستان کوتاه‌نویس ارمنی‌تبار اهل لهستان بود. وی بین سال‌های ۱۸۸۹ تا ۱۹۰۹ میلادی فعالیت می‌کرد.

## زندگی‌نامه
وی در ۷ اوت ۱۸۵۶ در Czerniowie به دنیا آمد و از فارغ‌التحصیل گشت.  وی در ۲۷ ژوئیهٔ ۱۹۰۹ در سن ۵۲ سالگی در تروسکاویک درگذشت.